# Hans Peter Reutter
Hans Peter Reutter (* 14. August 1966 in Ludwigshafen am Rhein) ist ein deutscher Komponist und Kabarettist. 
1993 schloss er nach achtjähriger Dauer sein Studium mit dem Diplom Komposition und als Diplommusiklehrer Theorie ab. Nach mehrjähriger Lehrtätigkeit am Hamburger Konservatorium sowie seit 2003 an der Robert Schumann Hochschule in Düsseldorf wurde er im Oktober 2005 an derselben zum Professor für Musiktheorie berufen.
Er wurde bisher mit dem Kompositionspreis der IAM Kassel und dem Stuttgarter Förderpreis ausgezeichnet.
Außerdem tritt er als Kabarettist auf.